# Костел Святого Станіслава (Чортків)
Костел Матері Божої Святого Розарія та Святого Станіслава в Чорткові, або Домініканський костел у Чорткові — культова споруда у місті Чорткові на Тернопільщині. Діючий, деканальний храм Чортківського деканату РКЦ в Україні. Споруджений на початку XVII ст., перебудований на початку ХХ ст. З 2009 року — Санктуарій Матері Божої Святого Розарія. Пам'ятка архітектури місцевого значення (охоронний номер 70).

## Відомості

### Первісна споруда
22 лютого 1610 року дідич Чорткова Станіслав Гольський видає привілей для чортківських домініканців, який похований в крипті старого храму.
У 1728—1731 рр. тривало будівництво з допомогою Стефана і його сина Йоахіма Потоцьких кам'яного мурованого костелу та монастиря, використовуючи матеріал розібраного замку в Шманьківцях. У 1731 р. його як костел святого Станіслава освятив єпископ Адам Оранський, кам'янецький суфраган. У 1818 р. костел помалювали.
У 1908 р. храм розібрали.

### Сучасний храм
Наприкінці XIX століття старий костел не вміщував усіх парафіян, а їх кількість зростала. Тому старий храм з частиною мурів частково розібрали, а на його місці за проєктом, польського архітектора, професора Краківського університету Яна Кароля Саса-Зубжицького на початку ХХ ст. звели новий храм у стилі надвіслянської готики, який прикрашали скульптури святих, які виготовили майстри Чеслав Стовп та Діаман Станкевич.
У 1910 р. завершено будівництво сучасного храму. У 1946—1989 рр. костел було закрито.
29 серпня 2009 року відбулася коронація точної копії чудотворного образу Чортківської Матері Божої Святого Розарію. У листопаді того ж року храм проголошено санктуарієм Матері Божої Святого Розарію.
23 квітня 2015 р. домініканський монастир при санктуарії Матері Божої Святого Розарію і св. Станіслава було передано у власність Східному вікаріату ордену Братів Проповідників в Україні.
26 травня 2019 р. архієпископ Мечислав Мокшицький освятив вівтар костелу.
У 2019 році на 40-ка метровій висоті башти костелу український воєнний історик та науковець Володимир Добрянський виявив детонатор шрапнельного снаряду, по його траєкторії польоту визначив, що 1-й, 3-й, 4-й і 7-й гарматні полки (64 гармати) за командою отамана Кирила Карася під час Чортківської офензиви (7—28 червня 1919 року) розташовувалися в лісі на захід від с. Шманьківців Чортківського району.

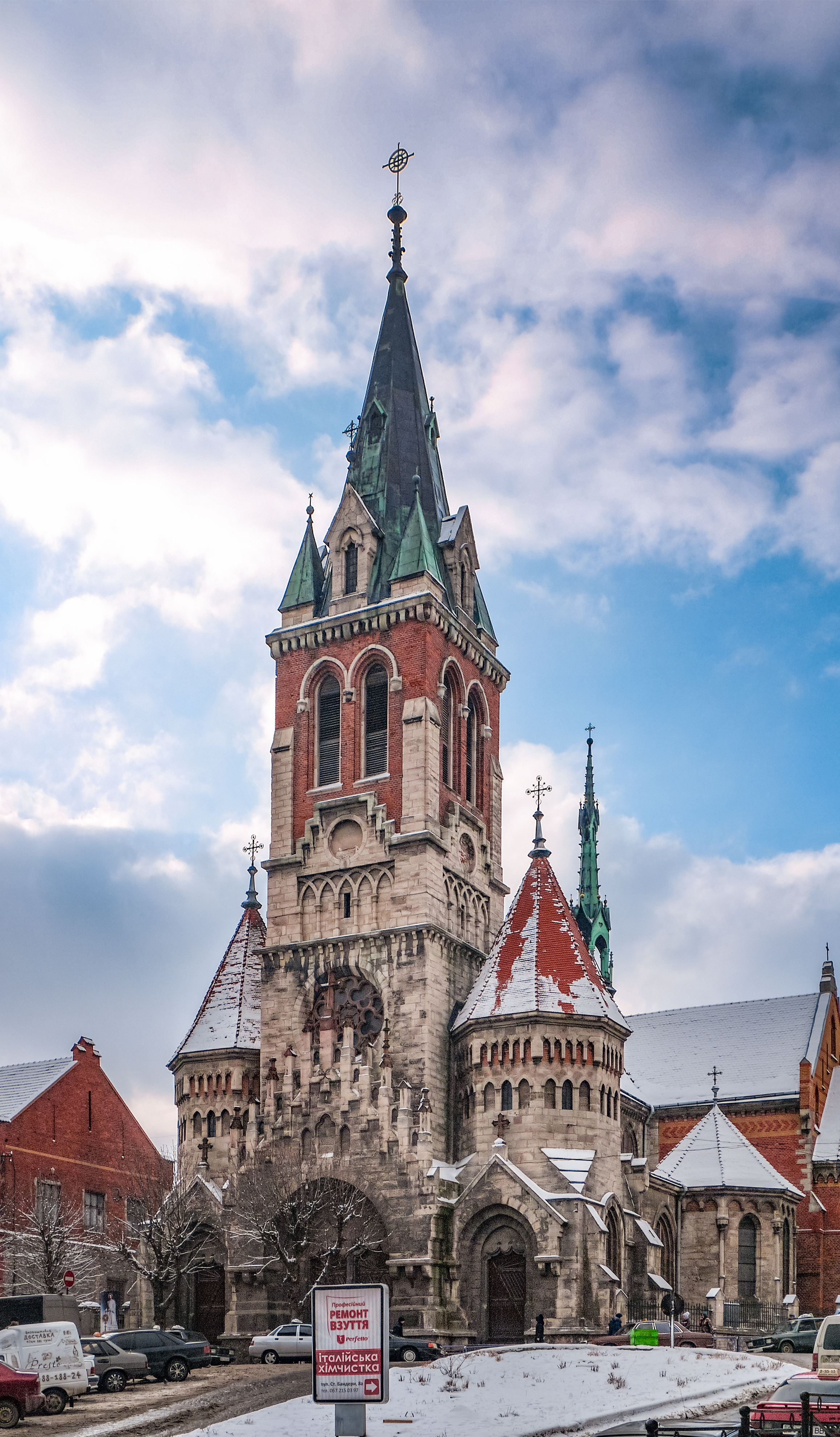
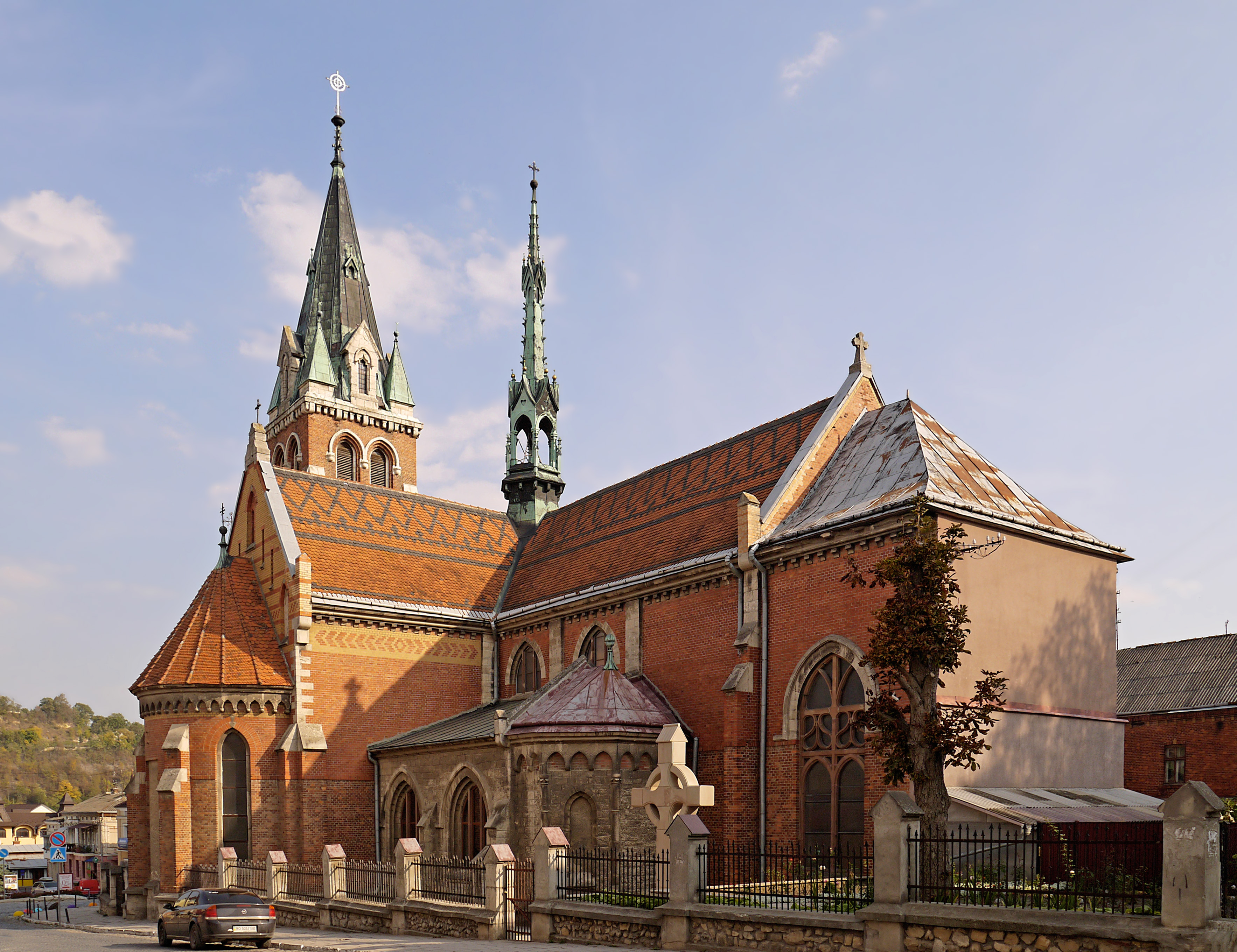
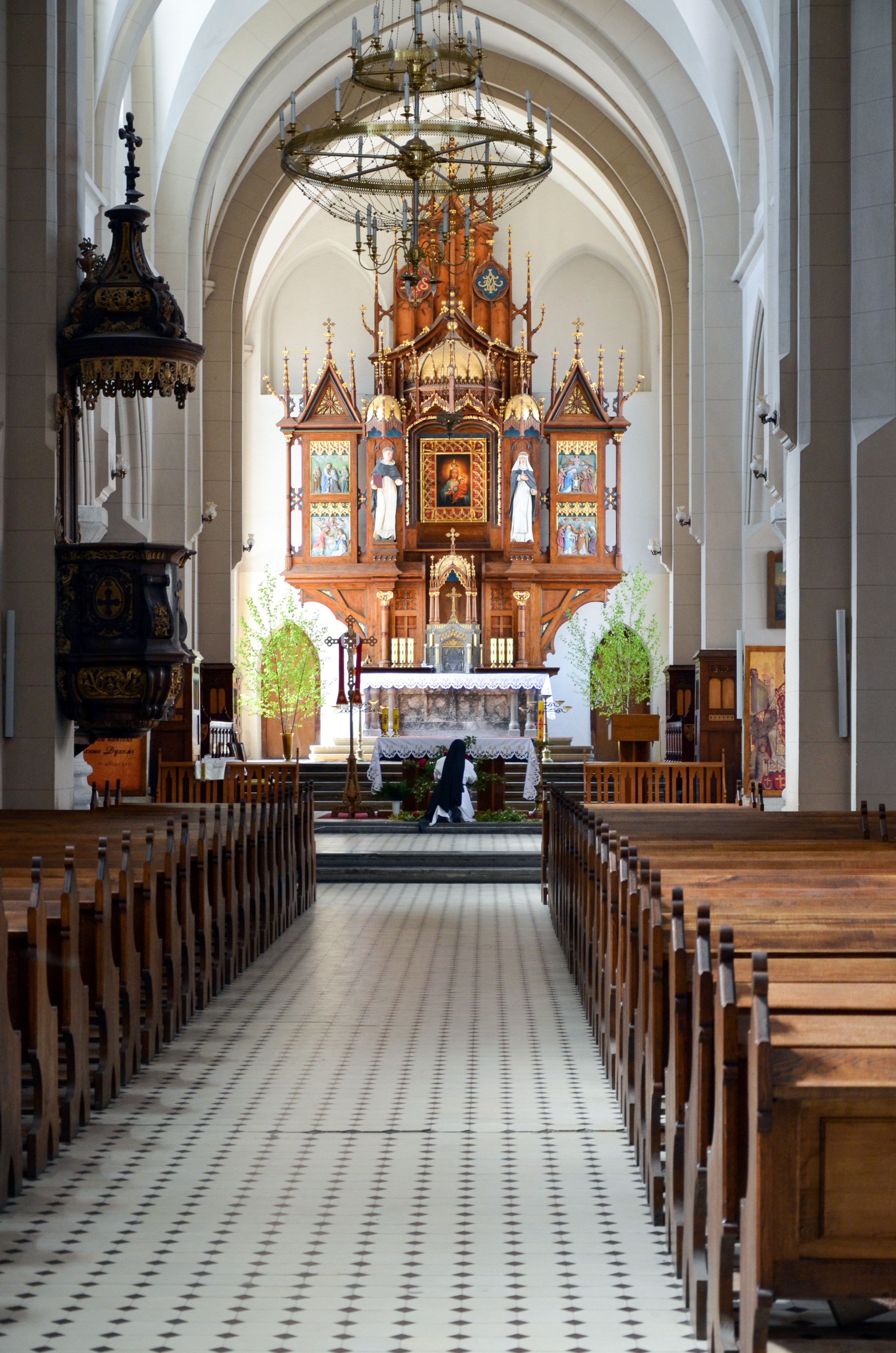
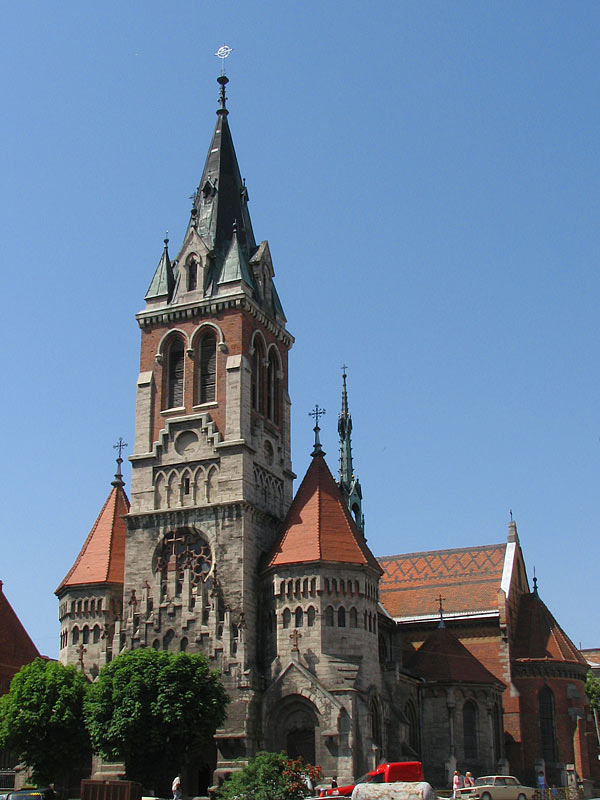

## Цікаві факти
- у вересні 2016 р. вебсайт «ВСВІТІ»[10] повідомив, що храм увійшов до ТОП-7 найвеличніших католицьких храмів України.[11]
- у 2017 р. на горищі храму, знайшли фігурку покровительку Європи, Катерини Сієнської[12].